# Паундмейкер
Pîhtokahanapiwiyin (1842 — 4 липня 1886), також відомий як Паундмейкер- вождь рівнинної племені крі, відомий як миротворець і захисник свого народу, нації крі Паундмейкер. Його ім'я вказує на його особливе ремесло водити буйволів у буйволині (вольєри) для видобутку.
У 1885 році, під час Північно-Західного повстання, на його групу напали канадські війська, і почалася битва. Після придушення повстання здався, був засуджений за державну зраду й ув'язнений. Незабаром після звільнення він помер від хвороби. У травні 2019 року прем'єр-міністр Канади Джастін Трюдо звільнив вождя від відповідальності та вибачився перед нацією Poundmaker Cree.

## Ім'я
Згідно з традицією крі, або усною історією, Пітокаханапівіїн, відомий англомовним як Chief Poundmaker, отримав своє ім'я за свою особливу здатність залучати бізонів у фунти. Фунт буйволів нагадував величезний загін зі стінами, вкритими листям густих кущів. Зазвичай у цю пастку заганяли стада бізонів. Але іноді буйволів залучав такий чоловік, як Піхтокаханапівіїн, який, згідно з традицією, був обдарований духами-помічниками, які співали та грали на барабанах спеціальну пісню, щоб спонукати провідну корову буйвола привести своє стадо до вольєру.

## Біографія
Паундмейкер народився на Землі Руперта, поблизу сучасного Батлфорда ; дитина Сікакваяна, ассінібойського знахаря, і жінки змішаної крові крі, сестри вождя Міставасі. Після смерті своїх батьків Паундмейкер, його брат (Yellow Mud Blanket) і його молодша сестра виховувалися спільнотою крі своєї матері, очолюваною вождем Вуттуні, пізніше відомою як Група червоних фазанів. У дорослому житті Паундмейкер отримав популярність під час переговорів 1876 року щодо Договору 6 і відокремився, щоб створити власну групу. У 1881 році оркестр оселився в резерві близько 40 осіб км на північний захід від форту Батлфорд. Паундмейкер не був проти ідеї договору, але критикував нездатність канадського уряду виконати свої обіцянки.
У 1873 році Кроуфут, вождь першої нації чорноногих, усиновив Паундмейкера, тим самим посиливши вплив останнього. Цей крок також зміцнив зв'язки між чорноногими та крі, що успішно зупинило боротьбу за бізонів, яких тепер дуже мало.

### Північно-Західне повстання
Через нестачу бізонів люди Паундмейкера відчайдушно голодували, і в 1885 році вони вирушили на південь до Батлфорда. Усні історії свідчать про те, що Паундмейкер пішов до форту, щоб поговорити з індійським агентом Рей і підтвердити свою вірність королеві після вбивства в сусідньому заповіднику Москіто; однак жителі Батлфорда та деякі поселенці в околицях, почувши повідомлення про те, що велика кількість крі та ассінібойнів залишають заповідники та прямують до Баттлфорда, побоювалися за свою безпеку. У ніч на 30 березня 1885 року жителі міста почали покидати місто та шукати притулку в північно-західному форті кінної поліції Баттлфорд. Коли Паундмейкер і його група прибули до міста, індіанський агент відмовився вийти з форту, щоб зустрітися з ними. Він змусив їх чекати два дні. Телеграми, надіслані тими, хто забарикадувався у форті, свідчили, що вони вірили, що це був напад, але Пітер Баллантайн покинув форт і, діючи як шпигун, перевірив плани Паундмейкера та визнав, що його наміри мирні.
Пограбування занедбаних будівель міста мало місце, але особи мародерів спірні. Деякі звіти стверджували, що люди Паундмейкера відповідальні, але один спостерігач стверджував, що більша частина грабунку вже була зроблена білими. Усна історія білих свідків говорить про щоденні грабунки індіанців. Місцева традиція припускає, що грабунки вчинили люди Накода, і що Паундмейкер зробив усе можливе, щоб зупинити це. Так чи інакше, люди Паундмейкера вирушили наступного дня, щоб розбити табір у Кат-Найф-Хілл.
2 травня 1885 року військові сили з 332 канадських військових на чолі з підполковником Вільямом Діллоном Оттером напали на табір Паундмейкера поблизу Кат-Найф-Хілл. Лейтенант Р. С. Кассельс, приєднаний до команди школи «C», військової дивізії військ під командуванням Оттера, заявив наступне:
Близько 16:00 починається колона. Наша сила — вісім розвідників; шістдесят кінної поліції під командуванням капітана Ніла; Батарея «B», вісімдесят чоловік під командуванням майора Шорту; Школа «C», сорок п’ять чоловік під командуванням лейтенанта Водмора, рота № 1, власні рушниці королеви, під командуванням капітана Брауна, п’ятдесят п’ять чоловік; Battleford Rifles, під командуванням капітана Неша, сорок чоловік; двадцять гвардійців під командуванням лейтенанта Ґрея та корпусу швидкої медичної допомоги Queen’s Own Rifles; Хірург Лесслі; сержант Фере та вісім чоловік; Командує полковник Отер; і полковник Герчмер, хірург Стрендж, капітан Маттон і лейтенант Сірс у штабі. Х'юм Кронін, Е. С. Ачесон і Блейклі з "К", Макленнан і Пріор з "Т", Фарін Уоллес і Ґрірсон з "Н", Фрейзер і А. Дж. Бойд з "Ф" додаються до № 1.
Після шести годин безрезультатної сутички та зазнавання втрат, Оттер наказав відступити. Коли його сили відступали, Паундмейкер, який не брав участі в бою, вмовляв бійців свого загону не переслідувати солдатів. Ймовірно, його дії запобігли втраті багатьох життів з обох сторін, оскільки активне переслідування сил, що втікали, продовжило б конфлікт, оскільки були б застосовані серйозні контрзаходи, щоб прикрити відступ, і крі, ймовірно, убили б багатьох, оскільки солдати відступили.
Кілька тижнів потому, після поразки Ріеля під Баточе, Паундмейкер і його голодуючий загін відправилися в Баттлфорд, щоб укласти мир з генерал-майором Міддлтоном.

### Здача, суд і смерть

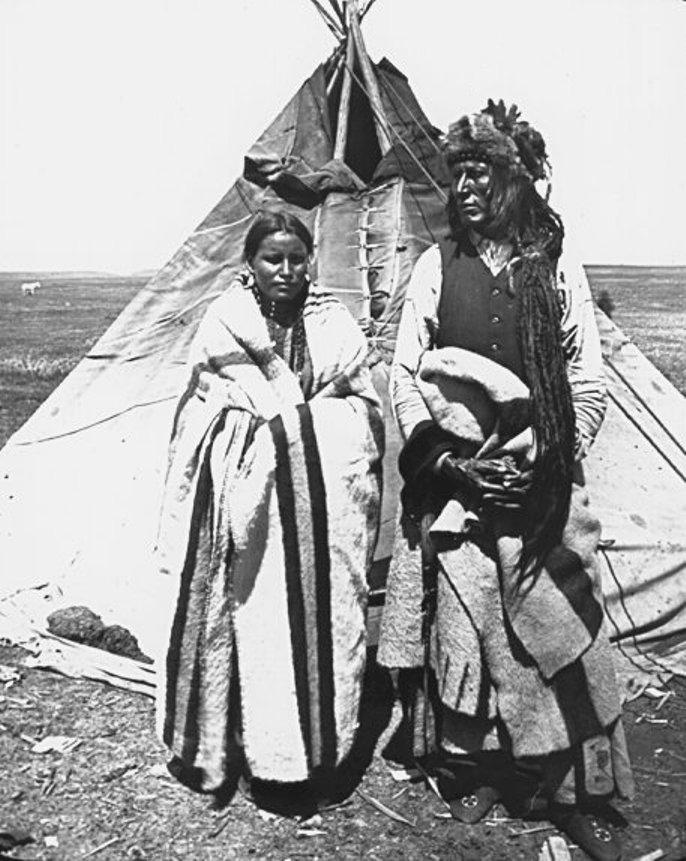
Паундмейкер і його дружина

Отримавши новини про дії Луї Рієля та поразку під Батошем, Паундмейкер здався.
На підставі листа, написаного Луїсом Ріелем на його ім'я, Паундмейкер був визнаний винним у державній зраді в 1885 році та засуджений до трьох років ув'язнення у в'язниці Стоуні-Маунтін. Він сказав Ріелю: «Ти мене не спіймав, я здався. Я хотів миру»На суді він, як повідомляється, сказав:
Усе, що погане, було висунуто проти мене цього літа, у цьому немає нічого правдого ... Якби я хотів війни, мене б тут не було зараз. Я мав би бути в прерії. Ви мене не спіймали. Я здався. Ти взяв мене, тому що я хотів справедливості.
Через силу його прийомного батька Кроуфута Паундмейкера не стригли у в'язниці, і він провів лише сім місяців. Тим не менш, його перебування там підірвало його здоров'я та призвело до смерті (від легеневої кровотечі) у 1886 році у віці 44 років.
Він був похований у Блекфут-Кроссінг біля Глайхена, Альберта, але його останки були ексгумовані в 1967 році та перепоховані в заповіднику Паундмейкер, Саскачеван . Фотографії з ексгумації та перепоховання були передані до музею Аллена Саппа в Норт-Беттлфорді.

### Реабілітація
Прем'єр-міністр Джастін Трюдо 23 травня 2019 року виступив перед членами нації Паундмейкер-Крі та іншими людьми, які зібралися на Кат-Найф-Хілл, щоб виправдати Паундмейкера та очистити його пам'ять.
Зокрема, він сказав: «Уряд Канади визнає, що Головний Фунтмейкер не був злочинцем, а тим, хто невтомно працював, щоб забезпечити виживання свого народу, і притягнути Корону до відповідальності за виконання своїх зобов'язань, як викладено в Договорі 6. Ми визнаємо, що несправедливе засудження та ув'язнення головного паундмейкера мали і продовжують справляти глибокий вплив на націю паундмейкерів крі».

## Спадщина
Народ Паундмейкерів Крі продовжує існувати й донині поблизу Кат-Ніфа. Його внучатий племінник Джон Тутосіс, лідер крі, і правнучатий племінник Гордон Тутосіс, актор, обидва жили в цьому заповіднику.
Pîhtokahanapiwiyin з'являється як лідер Cree in Civilization VI, що викликало критику з боку членів Cree Nation Poundmaker. У відеогрі він згадується під англійським ім'ям Poundmaker.